# Richterite
La richterite (simbolo IMA: Rct) è un minerale del supergruppo dell'anfibolo, all'interno del quale viene collocato nel "gruppo degli anfiboli con W(OH,F,Cl)-dominante" e da lì al sottogruppo degli anfiboli di sodio-calcio dove occupa un posto nel "gruppo contenente la radice richterite nel nome"; essendo un anfibolo, appartiene agli inosilicati e pertanto alla famiglia minerale dei "silicati", e possiede composizione chimica Na(CaNa)Mg5Si8O22(OH)2.
La richterite è definita con:
- catione sodio dominante in posizione A
- catione magnesio dominante in posizione C
- anione idrossile (OH-) dominante in posizione W.

## Etimologia e storia
Il nome è stato attribuito nel 1865 da Johann Friedrich August Breithaupt in onore del mineralogista tedesco Hieronymus Theodor Richter, uno degli scopritori dell'indio.

## Classificazione
La classica nona edizione della sistematica dei minerali di Strunz, aggiornata dall'Associazione Mineralogica Internazionale (IMA) fino al 2009, elenca la richterite nella classe "9. Silicati (germanati)" e da lì nella sottoclasse "9.D Inosilicati"; questa viene suddivisa più finemente in base alla struttura cristallina del minerale, in modo tale che la richterite possa essere trovata nella sezione "9.DE Inosilicati con catene doppie di periodo 2, Si4O11; clinoanfiboli" dove forma il sistema nº 9.DE.20.
Tale classificazione viene mantenuta anche nell'edizione successiva, proseguita dal database "mindat.org".
Nella Sistematica dei lapis (Lapis-Systematik) di Stefan Weiß la richterite è nella classe dei "silicati" e da lì nella sottoclasse degli "inosilicati"; qui il minerale si trova nella sezione di quelli che hanno struttura "[Si4O11] a due bande 6-; anfiboli Na-Ca" dove forma il sistema nº VIII/F.09.
Anche la classificazione dei minerali secondo Dana, usata principalmente nel mondo anglosassone, elenca la richterite nella famiglia dei silicati; qui è nella classe degli "inosilicati: catene doppie non ramificate, W=2" e nella sottoclasse degli "inosilicati: catene doppie non ramificate, configurazione anfibolo W=2" dove forma il "gruppo 3, gli anfiboli sodico-calcici" con il numero di sistema 66.01.03b.

## Abito cristallino
La richterite cristallizza nel sistema monoclino nel gruppo spaziale C2/m (gruppo nº 12) con i parametri reticolari a = 9,783 Å, b = 17,943 Å, c = 5,287 Å e β = 104,070°, oltre ad avere 2 unità di formula per cella unitaria.

## Origine e giacitura
La richterite si rinviene nel calcare che ha subito trasformazione metamorfica termica nella zona di contatto, nelle rocce ignee alcaline e nelle carbonatiti associata ad apatite, calcite, cristobalite, diopside, enstatite, flogopite, forsterite, leucite, natrolite e plagioclasio.
La richterite è stata trovata in più di 130 siti sparsi per il mondo.

## Forma in cui si presenta in natura
I cristalli della richterite sono di forma prismatica allungata lunghi fino a 15 cm raramente terminati a entrambe le estremità o in aggregati da aciculari a fibrosi (asbestiformi). Il minerale è trasparente con lucentezza vitrea; il colore è giallo, marrone, grigio-viola, blu, mentre quello del suo striscio è bianco.

## Proprietà ottiche
La richterite mostra un forte pleocroismo con colori che variano dal giallo pallido, a sfumature di arancione, fino al rosso.